# Henri Leneveux
Pour les articles homonymes, voir Leneveux.
 (février 2013).
 (février 2013).
Si vous disposez d'ouvrages ou d'articles de référence ou si vous connaissez des sites web de qualité traitant du thème abordé ici, merci de compléter l'article en donnant les références utiles à sa vérifiabilité et en les liant à la section « Notes et références ».
Henri Leneveux, né à Paris le 9 février 1817 et mort dans la même ville le 10 mai 1893, est un typographe et militant politique français.

## Biographie
Henri Leneveux est le fils d'un professeur et d'une écrivaine, Marie-Louise Pignot. Il s'initie très tôt à la politique, côtoyant Auguste Blanqui, Pierre-Joseph Proudhon, Charles Fourier, Philippe Buchez. En septembre 1840, il fonde le journal l'Atelier, organe des intérêts moraux et matériels des ouvriers et crée une société de secours mutuel qui évoluera vers une chambre syndicale. Il est l'un des deux ouvriers choisis pour faire partie du comité de quarante membres qui dirigea le mouvement des pétitionnaires pour la réforme électorale. Entre les années 1840 et 1848, il a soutenu de nombreuses luttes et est porté sur la liste des candidats à élire dans la Loire (arrondissement de Saint-Étienne) où il obtient 22 000 voix, nombre insuffisant pour être élu. De retour à Paris, il travaille à nouveau dans une imprimerie et est recruté par Le Siècle pour défendre la cause de l'association ouvrière libre contre les tendances du socialisme autoritaire. Il œuvre également pour l'Instruction publique en devenant professeur à l’École philotechnique où lui-même, jeune apprenti, avait bénéficié des cours du soir. Il fonde la Bibliothèque utile consacrée à la vulgarisation des connaissances indispensables selon lui à l'homme et au citoyen.
En septembre 1870, il est congédié du Siècle lorsqu'il est nommé maire du XIVe arrondissement pour le gouvernement provisoire de la Commune de Paris. Il reprend alors un travail de comptabilité commerciale, assume la tâche de fonctionnaire d'octroi et est élu en 1872 maire-adjoint du Petit-Montrouge, fonction dans laquelle il sera reconduit en 1874 et 1878, jusqu'en 1881, date à laquelle il se retire.
De nombreuses bibliographies existent dont la plus connue est celle publiée dans le Dictionnaire du mouvement ouvrier et du mouvement social initié par Jean Maitron. Le document indique qu'Henri Leneveux, homme d'un milieu bourgeois, s'est trouvé au cœur de la révolution industrielle et sociale du XIXe siècle. De par son métier de prote d'imprimerie (Chef d'atelier dans une imprimerie, le représentant du Patron dans l'atelier, qui, dans des maisons très importantes, se spécialise en Prote de la composition et en Prote des machines — Radiguer, Maîtres-impr., 1903, p. 238), autant artisan qu'ouvrier, il évolue dans le monde des typographes connus pour leur indépendance et leur solidarité.